# Блаа
Блаа (ирл. blaa, англ. blaa) — традиционная выпечка в графствах Уотерфорд (ирл. Port Láirge; англ. Waterford) и Килкенни (ирл. Cill Chainnigh; англ. Kilkenny). Существует два вида этих булочек — мягкие и хрустящие. Мягкие обычно более сладкие, хрустящие с приятным горьковатым послевкусием и как правило с более тёмной корочкой.

## Употребление
Блаа быстро теряют свою свежесть и лучше всего их употреблять в течение нескольких часов после покупки. В день продаётся около 12000 булочек, которые выпекаются в четырёх пекарнях. Эти булочки обычно едят на завтрак с маслом и другими наполнителями. Одно из самых популярных блюд на завтрак в Уотерфорде — булочка блаа с яйцом и беконом. Иногда блаа путают с сайками, однако это иной вид выпечки.

## История
Некоторые источники сообщают, что блаа привезли в Уотерфорд в конце XVII века гугеноты. Считается, что своё название эти булочки получили от французского слова «blanc» — белый.
С 19 ноября 2013 года блаа защищена Европейской комиссией по географическому названию.